# Laura Huonker
Laura Huonker (* 3. Juli 1981 in Zürich) ist eine Schweizer Regisseurin, Theaterschaffende und ehemalige Politikerin (AL).

## Leben und Werdegang
Laura Huonker, Tochter des Historikers Thomas Huonker und der Theologin und Therapeutin Renata Huonker-Jenny, wuchs in ihrer Heimatstadt Zürich auf und machte hier ihre Matura. Nach Studien in Soziologie, Geschichte und Theaterwissenschaft an der Universität Bern schloss sie ihr Regiestudium an der Zürcher Hochschule der Künste ab. Ihre Regiearbeiten führten sie in die freie Szene und an diverse Stadttheater im In- und Ausland.

## Werke
Sie inszenierte Dramen und Drehbücher, u. a. von Elfriede Jelinek Prinzessinnendramen / Die Wand im Rahmen der Zürcher Festspiele '07 (schweizerische Erstaufführung) und von Rainer Werner Fassbinder Angst essen Seele auf im Theater Baden-Baden (2014).
Ein Schwerpunkt ihrer Arbeit sind Stückentwicklungen mit Schauspielensembles oder Laiendarstellern sowie Inszenierungen mit gemischter und interkultureller Besetzung: am Maxim Theater Zürich: Shakespeare Transit. Ein kleines Welttheater mit Musik (2017); mit ihrem Kollektiv Rock the Babies die Produktion «Rolling Conscience» (Tournee Stadt und Kanton Zürich, 2016); Wer ist Erlangen? (Theater Erlangen, 2015); mit Jugendlichen und Profis brachte sie am Theater Baden-Baden Homevideo nach dem gleichnamigen Film von Jan Braren zur Uraufführung (2013). Diese Inszenierung wurde zum Heidelberger Stückemarkt 2014 eingeladen.
Neben Konzept und Regie zeichnet Laura Huonker in einigen ihrer Inszenierungen auch für das Bühnenbild verantwortlich: Shakespeare Transit (2017), Homevideo (2013), Endstation Sehnsucht (2008), 2 oder 3 Dinge die ich von ihm weiss (nach Jean-Luc Godard, 2008), Fräulein Julie (2007). Zudem ist sie Trauma-Therapeutin (Somatic Experiencing nach Peter Levine), seit 2013 Lehrbeauftragte der Zürcher Hochschule der Künste.
Sie leitet regelmässig Ateliers am Maxim Theater.

## Politik
Von 2015 bis 2020 war sie Kantonsrätin im Kanton Zürich für die Alternative Liste (AL).